# ديفيد بارك
ديفيد بارك (بالإنجليزية: David Park)‏ هو لاعب غولف أمريكي، ولد في 25 يونيو 1974 في لندن في المملكة المتحدة.

## وصلات خارجية
- الموقع الرسمي
- ديفيد بارك على موقع رابطة أوروبا للاعبي الغولف المحترفين (الإنجليزية)
- ديفيد بارك على موقع رابطة اليابان للاعبي الغولف المحترفين (الإنجليزية)
- ديفيد بارك على موقع التصنيف العالمي الرسمي للغولف (الإنجليزية)